# Nephrolepis cordifolia

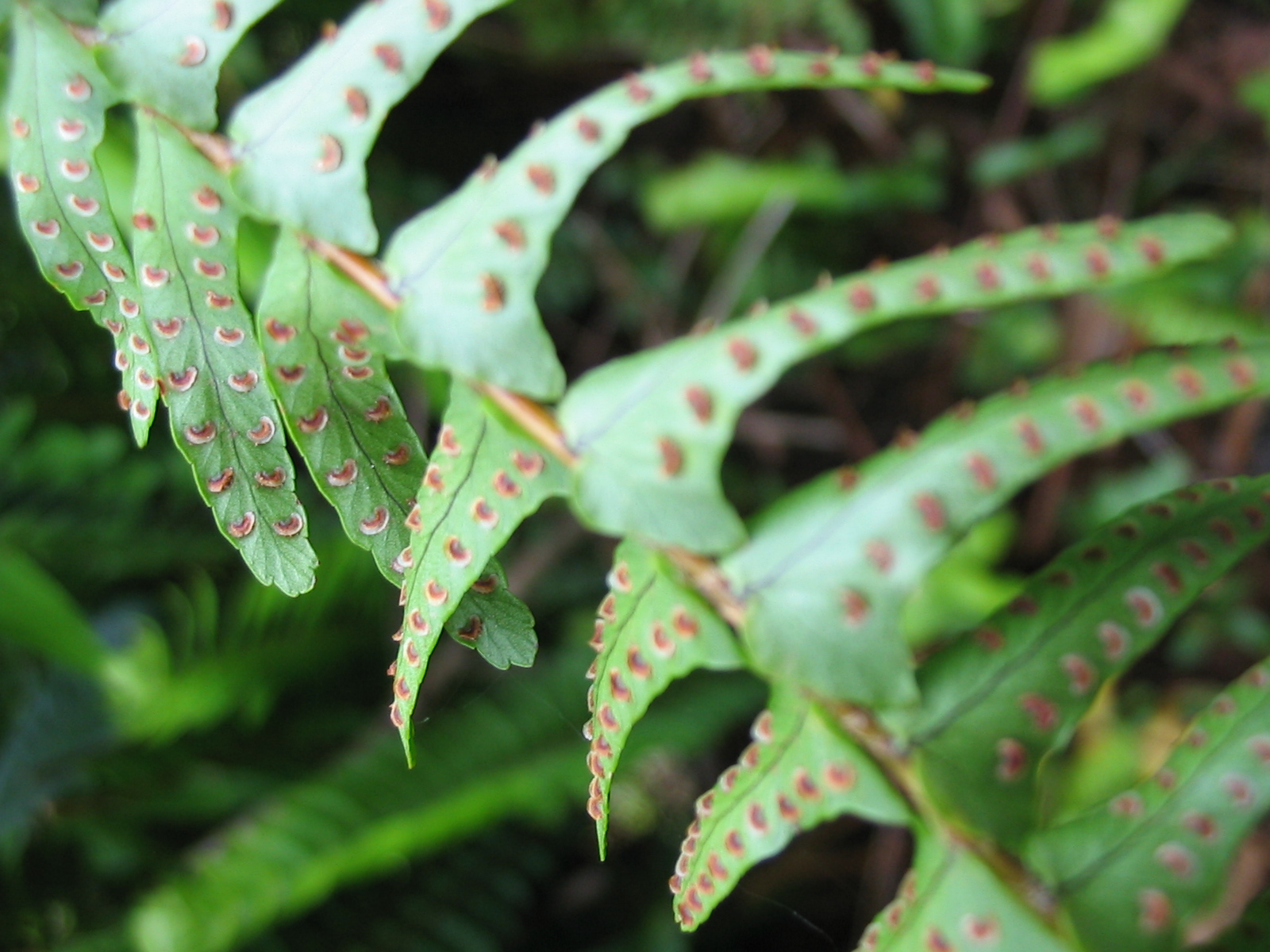
Nephrolepis cordifolia – Sori

Nephrolepis cordifolia ist eine Pflanzenart aus der Gattung der Schwertfarne (Nephrolepis). Sie ist ursprünglich in den Tropen beheimatet, ist jedoch eine beliebte Zimmerpflanze.

## Beschreibung
Nephrolepis cordifolia ist ein immergrüner Farn, der Wuchshöhen zwischen 40 und 80 Zentimeter, in Extremfällen bis zu 1 Meter, erreicht. Er bildet ein unterirdisches Rhizom in der Gestalt mehrerer kleiner Knollen aus. Die gefiederten Wedel stehen aufrecht und sind linealisch bis lanzettlich, drüsig und einfach gefiedert. Die Rhachis trägt zweifarbige Spreuschuppen.
Die Fiederblättchen sind ganzrandig, ungestielt und länglich-lanzettlich. Sie werden bis zu 4,8 Zentimeter lang und bis zu 0,9 cm breit. Sie stehen in einem Abstand von weniger als 1 Zentimeter. Die Sori sind rundlich. Die Sporen sind warzig, faltig.

## Ökologie
Nephrolepis cordifolia können sowohl terrestrisch als auch als Epiphyt wachsen. Als Epiphyt ist die Art aber sehr selten.

## Verbreitung
Natürlich kommt Nephrolepis cordifolia in Australien und an den Hängen des Himalayas vor. Als Neophyt konnte sich die Art jedoch in Teilen der Vereinigten Staaten (Florida, Georgia, Alabama und Hawaii), sowie in Neuseeland, auf den Azoren und den Gesellschaftsinseln ausbreiten. In den USA wird die Art als invasive Pflanze bekämpft. In Neuseeland ist die Art im National Pest Plant Accord gelistet, sodass ein Verkauf, Vermehrung und Vertrieb der Pflanze untersagt ist.
Sie liebt feuchte, schattige Standorte und findet sich häufig in Sümpfen und Überschwemmungsgebieten in Nadelwäldern.